# Лерман Абрам Давидович
Абра́м Дави́дович Ле́рман (17 жовтня 1922, Київ, УРСР — 1 квітня 1979, Київ, УРСР) — український радянський футболіст та тренер єврейського походження, виступав на позиції захисника, рідше нападника. Майстер спорту СРСР (1952). Заслужений тренер України.

## Біографія
Абрам Лерман народився у Києві, де й почав робити перші кроки у великий футбол. До київського «Динамо» приєднався ще на початку 40х років, однак війна завадила гравцю дебютувати на найвищому рівні. Перші матчі у складі киян провів у першому ж повоєнному чемпіонаті 1945 року. На полі Лерман відзначався непоступливістю та жорсткістю, яка іноді навіть переростала у жорстокість. За ним міцно закріпилася слава «костолома». Виступав переважно на позиції центрального захисника, хоча розпочинав кар'єру у нападі. Починаючи з 1947 року і аж до закінчення кар'єри неодноразово виводив партнерів на поле з капітанською пов'язкою, мав великий авторитет у колективі.
Після закінчення активних виступів навчався у Вищій школі тренерів та очолював цілу низку клубів, серед яких були черкаський «Колгоспник», київський «Арсенал» та інші. З 1963 по 1965 рік обіймав посаду начальника команди та старшого тренера запорізького «Металурга».
Однак найбільших успіхів на тренерській ниві Абрам Давидович досяг у Вінниці, де очолював місцевий «Локомотив». У сезоні 1970 року його команда стала переможцем однієї з українських зон класу «Б» чемпіонату СРСР, а у фінальному турнірі поступилася лише сєвєродонецькому «Хіміку».
Із чернівецькою «Буковиною» Лерман розпочав працювати у вересні 1976 року. Абрам Давидович прийняв команду, що перебувала в нижній частині турнірної таблиці. Чернівецький колектив завершив 1976 рік на 14 сходинці. А вже за підсумками наступного сезону «Буковина» під керівництвом Лермана зробила вагомий крок вперед — 9 місце. У сезоні 1978 чернівецька команда була вже п'ятою. Наступний рік «Буковина» також розпочала під керівництвом Абрама Лермана. На жаль, у 1979 році Абрам Давидович пішов із життя. За роки роботи в Чернівцях відомий фахівець заклав підвалини майбутніх успіхів «Буковини». Саме він запросив у «Буковину» таких знакових для клубу футболістів, як Роман Угренчук, Ігор Заводчиков, Володимир Сакалов, Ігор Калита, Василь Мудрей. Абрам Давидович також залучив до буковинської команду Віктора Хлуса, який тривалий час із успіхом захищав кольори київського «Динамо».

 
Про Абрама Лермана відомий у минулому футболіст Павло Богодєлов сказав: 
|  | Людина і пограла, і пережила багато. І, проте, залишилася простою і доброю. Абрам Давидович добре ладив з усіма, з ким він працював, включаючи прибиральницю. Він не тільки душевно здоровався і розмовляв із усіма, але і завжди знаходив засіб, щоб доплатити тій же прибиральниці до мізерної зарплати. І знаєте, умів це робити красиво! |

## Досягнення
Командні трофеї
- Срібний призер чемпіонату СРСР (1952)
- Володар кубка УРСР 1946; 1947;1948

Тренерські здобутки
- Срібний призер фінального турніру української зони класу «Б» (1970)

Особисті досягнення
- Майстер спорту СРСР (1952)
- Заслужений тренер України
- У списку найкращих гравців 1950х років за версією газети «Український футбол» зайняв 8 місце

## Цікаві факти
- Існує легенда, згідно з якою Абрам Лерман своїми жорсткими діями на полі посприяв завершенню кар'єри двох видатних радянських бомбардирів — Всеволода Боброва та Григорія Федотова. У різних джерелах ця легенда обростає різними подробицями, тож сказати однозначно міф це чи реальна історія — неможливо[3][4]. Деякі футбольні видання взагалі подають факт травмування Боброва Лерманом як замовлення від вищого керівництва КДБ через відмову Всеволода Михайловича перейти до московського «Динамо»[5].
- Видатний радянський тренер Герман Зонін у своєму інтерв'ю поділився спогадами про навчання у Вищій школі тренерів разом з Абрамом Лерманом[6]:

|  | Пригадую повоєнні роки. Був такий у київському «Динамо» Абрам Лерман. Навчався на тренера. Пише слово на дошці - не поміщається. Йому кажуть: «Перенеси». Він бере дошку і переносить. Йому кажуть: «А в квадраті», «Б в квадраті». Він бере обводить букви квадратом. Цирк! |